# Podunavska rektorska konferencija
Podunavska rektorska konferencija (DRC, engl. Danube Rectors' Conference) mreža je od 56 visokoobrazovnih i istraživačkih ustanova iz 13 zemalja osnovana u Beču u Austriji 1983. godine. Mrežu su utemeljile Austrija, Mađarska i Njemačka, a potom su joj se priključile Bosna i Hercegovina, Bugarska, Češka, Hrvatska, Poljska, Rumunjska, Srbija i Crna Gora, Slovačka, Slovenija i Ukrajina.
U početku je Podunavska rekotrska konferencija služila kao forum za oblikovanje i pokretanje mnogih združenih istraživačkih projekata (npr. Ekologija Dunava, Plavi Dunav), a nakon svojeg proširenja mreža je oblikovala sljedeće ciljeve: povećanje opće razine akademske izvedbe, promicanje mobilnosti, smanjenje stopa opadanja, smanjenje troškova tercijarnog obrazovanja. Osim toga konferencija je prihvatila model integriranog sveučilišta osnovanog na institucionalnoj autonomiji i postojećim radnim skupinama radi naznačivanja problema sveučilišnih pravnih okvira, kurikula i vrednovanja poučavanja i istraživanja.

## Vanjske poveznice
- Mrežno mjesto Podunavske rektorske konferencije